# Une mariée en cavale
Pour plus de détails, voir Fiche technique et Distribution.
Une mariée en cavale (titre original : Im Brautkleid durch Afrika) est un téléfilm allemand réalisé par Sebastian Vigg diffusé en 2010.

## Synopsis
Lisa et Max veulent se marier en Afrique, mais Lisa retrouve son petit ami peu de temps avant le mariage avec une autre femme et son pantalon baissé. Elle veut annuler le mariage et rentrer chez elle, mais elle monte dans le mauvais bus. Quand elle rencontre son ex-petit ami Vic  qui convoie, incognito, le Nuage d'Anamanga, un diamant légendaire et très convoité et qu'ils sont pris en embuscade dans la forêt africaine, ils essaient de rentrer chez eux, enchaînés.

## Fiche technique
- Titre : Une mariée en cavale
- Titre original : Im Brautkleid durch Afrika
- Réalisation : Sebastian Vigg assisté de Ferdi Burger
- Scénario : Boris von Sychowski
- Musique : Thomas Klemm (de)
- Direction artistique : Johnny Breedt
- Costumes : Darion Hing
- Photographie : Jörg Lawerentz
- Son : Tobias Kraaz
- Montage : Brigitta Tauchner
- Production : Hermann Joha
- Société de production : Action Concept
- Société de distribution : Sat.1
- Pays d'origine :  Allemagne
- Langue : allemand
- Format : Couleur - Dolby Digital
- Genre : Romantique
- Durée : 90 minutes
- Dates de première diffusion :
  -  Allemagne : 26 janvier 2010 sur Sat.1.
  -  France : 21 juin 2012 sur M6[2].

## Distribution
- Wolke Hegenbarth : Lisa
- Stephan Luca : Vic
- Dirk Martens : Max
- Sello Motloung : Taonga
- Luthuli Dlamini (en) : Père Lawrence
- Geoffrey Mbenge : Chef Makumbe
- Litha Bam : Fati

## Audiences
Une mariée en cavale réunit un million de téléspectateurs (12.1% de part de marché) le 21 juin 2012 à 13 h 50 puis 1.3 million (13.8% de part de marché) le 22 avril 2014 à 13 h 40 sur M6. Téva l'a diffusé plus d'une dizaine de fois entre le 21 juin 2012 et le 13 août 2015.

## Source de la traduction
- (de) Cet article est partiellement ou en totalité issu de l’article de Wikipédia en allemand intitulé « Im Brautkleid durch Afrika » (voir la liste des auteurs).